# نیکون دی۳
نیکون دی۳ (به انگلیسی: Nikon D3) یک دوربین عکاسی ساخت شرکت نیکون است.